# Monasterio de Amaras
El Monasterio de Amaras (en armenio: Ամարաս վանք; en azerí: Amaras monastırı) es un monasterio armenio en la región de Nagorno-Karabaj,Azerbaiyán, cerca del pueblo de Sos. Fue un importante centro religioso y educativo en la Armenia medieval. 
Amaras fue el lugar de sepultura de San Gregorio el nieto del iluminador, San Grigoris (muerto en el 338). Una tumba construida para sus restos todavía sobrevive bajo el ábside de la iglesia de San Grigoris del siglo XIX. 

## Historia
Algunos arqueólogos consideran que anteriormente el monasterio era un templo zoroastrísta hasta convertirse en un punto de expansión del cristianismo en Armenia. Según los cronistas medievales Fausto Byuzand y Movses Kaghankatvatsi , San Gregorio el Iluminador estuvo en el Monasterio de Amaras al comienzo del siglo IV. Durante el siglo V, Mesrop Mashtots (inventor del alfabeto armenio), estableció en el monasterio de Amaras el primer centro de enseñanza de su nuevo alfabeto.
Durante la invasión árabe del 821, el monasterio fue saqueado. Además, durante las invasiones mongolas en 1223, los mongoles saquearon de nuevo el monasterio. Esta vez se llevaron el báculo pastoral de Gregorio I el Iluminador y una cruz con 36 piedras preciosas. En el siglo XVII, Petros IV ordenó su reconstrucción e ampliación. En 1832, los rusos convirtieron el monasterio en una fortaleza, pero al poco tiempo la Santa Sede de Gandzasar devolvió el monasterio a la Iglesia apostólica armenia.
En el siglo XX, el Nargorno Karabaj fue entregada a la Azerbaiyán Soviética por parte de la URSS y no permitieron realizar ningún tipo de ritos cristianos en ella.
Durante los ataques a la República de Artsaj por parte de Azerbaiyán de septiembre de 2023, el monasterio fue ocupado por las fuerzas azerís el 20 de septiembre.

## Leyenda
Existe una leyenda en la cual el monasterio fue destruido completamente por Tamerlán en 1387 y ordenó que sus tropas tiraran piedra por piedra del monasterio al río. Una vez completada la tarea, las tropas se marcharon. Después de esto, las piedras levitaron y volvieron a colocarse de tal forma que se volvió a reconstruir el monasterio por fuerza divina.